# Slowenische Badmintonmeisterschaft 2019
Die Slowenische Badmintonmeisterschaft 2019 fand vom 2. bis zum 3. Februar 2019 im Športna dvorana in Medvode statt.

## Medaillengewinner
| Disziplin    | Gold                        | Silber                         | Bronze                          |
| ------------ | --------------------------- | ------------------------------ | ------------------------------- |
| Herreneinzel | Miha Ivanič                 | Miha Ivančič                   | Andraž Krapež                   |
| Herreneinzel | Miha Ivanič                 | Miha Ivančič                   | Rok Jerčinovič                  |
| Dameneinzel  | Petra Polanc                | Nika Arih                      | Nina Kotar                      |
| Dameneinzel  | Petra Polanc                | Nika Arih                      | Kaja Stanković                  |
| Herrendoppel | Aljoša Turk Urban Turk      | Klemen Lesničar Domen Lonzarič | Andraž Krapež Tilen Zalar       |
| Herrendoppel | Aljoša Turk Urban Turk      | Klemen Lesničar Domen Lonzarič | Jaka Ivančič Miha Masten        |
| Damendoppel  | Petra Polanc Kaja Stanković | Nika Arih Jerca Bajuk          | Vesna Brlič Eva Gruber          |
| Damendoppel  | Petra Polanc Kaja Stanković | Nika Arih Jerca Bajuk          | Sabina Magyar Ana Marija Šetina |
| Mixed        | Miha Ivančič Petra Polanc   | Aljoša Turk Nika Arih          | Urban Turk Ema Cizelj           |
| Mixed        | Miha Ivančič Petra Polanc   | Aljoša Turk Nika Arih          | Mitja Šemrov Jerca Bajuk        |